# سردنگ کمیز
سردنگ کمیز، روستایی در دهستان آبنما بخش مرکزی شهرستان رودان در استان هرمزگان ایران است.

## جمعیت
بر پایه سرشماری عمومی نفوس و مسکن در سال ۱۳۹۵، جمعیت این روستا برابر با ۱٬۳۸۳ نفر (۳۹۰ خانوار) بوده‌است.